# VarioLF3/2
VarioLF3/2 je česká obousměrná, částečně nízkopodlažní tramvaj, kterou od roku 2008 vyrábí sdružení Aliance TW Team tvořené společnostmi Pragoimex, Krnovské opravny a strojírny a VKV Praha.

## Konstrukce
Tramvaj VarioLF3/2 vychází konstrukčně z jednosměrné tříčlánkové tramvaje VarioLF3, kterou stejné sdružení vyrábí od roku 2006. Jedná se tedy o osminápravové, tříčlánkové motorové tramvajové vozidlo s 50 % nízké podlahy. Pojezd vozu tvoří čtyři otočné podvozky s dvojím vypružením, z nichž každý má dvě hnací nápravy. Elektrická výzbroj je typu TV Europulse (výrobce Cegelec) s osmi asynchronními motory (pro každou nápravu jeden), doplněná řídícím a diagnostickým mikroprocesorovým systémem CECOMM. Hlavní součásti elektrické výzbroje jsou uloženy na střeše vozu nad nízkopodlažními částmi. Vozidlo je standardně vybaveno elektronickým a akustickým informačním systémem.
Vozová skříň je tvořena zejména ze svařovaných ocelových uzavřených profilů, obě čela vozu jsou vyrobena z laminátu (jejich design navrhl Ing. arch. František Pelikán). Vysokopodlažní části tramvaje se nachází na obou koncích vozu nad krajními podvozky a dále nad oběma podvozky středními (v prostoru kolem kloubů). Vstup do vozidla zajišťují na každé straně karoserie čtvery dvoukřídlé, vně výklopné dveře. V prvním článku po směru jízdy se nacházejí dveře dvoje (první vedou do vysokopodlažní – 860 mm na temenem kolejnice – části tramvaje za kabinu řidiče, druhé ústí do nízkopodlažní – 350 mm nad TK – části), střední a zadní článek potom obsluhují vždy jedny dveře. Vstupy v zadních částech tramvaje za stanovištěm řidiče byly z prostorových důvodů vynechány. Druhé dveře po směru jízdy z každé strany jsou vybaveny mechanicky ovládanou plošinou pro invalidní vozík či kočárek.

## Dodávky tramvají
Tramvaje VarioLF3/2 jsou vyráběny od roku 2008.
| Současný stát | Město   | Článek | Typ        | Roky dodávek | Počet vozů | Evidenční čísla při dodání | Poznámky | Zdroj |
| ------------- | ------- | ------ | ---------- | ------------ | ---------- | -------------------------- | -------- | ----- |
| Česko         | Ostrava | článek | VarioLF3/2 | 2009–2010    | 3          | 1651–1653                  |          | [ 1 ] |